# Argopecten ventricosus
La almeja Catarina o almeja Calicó del Pacífico Argopecten ventricosus (G.B. Sowerby, 1842) es una especie de molusco bivalvo de la familia Pectinidae que se distribuye por las costas del Océano Pacífico de Santa Bárbara, EE. UU., a lo largo de la península de Baja California, hasta Piura, Perú.  Posee interés comercial.
Es un importante recurso pesquero en Bahía Magdalena, explotado durante muchas décadas en el Estado de Baja California Sur, México. A lo largo de ambas costas de la Península de Baja California, estas almejas se capturan por medio de buceo. Una ley federal exige que el Instituto Nacional de Pesca de México (INAPESCA) es responsable de la realización de encuestas y gestión de las abundancias o stocks, la entrega de cédulas geográficamente específicos (requerido en ordenar a la captura), y el establecimiento de cuotas anuales para esta pesquería. El estatus del recurso lo consideran sobrexplotado.

## Descripción
El nombre científico fue remplazado de Argopecten circularis (Sowerby, 1835), por el actual reconocido como Argopecten ventricosus (G.B. Sowerby, 1842) y como Pacific Calico Scallop por la FAO. Se caracteriza por poseer valvas infladas, convexas de una amplia variedad de colores, marcas y bandas superficiales que van del naranja al púrpura-oscuro, alrededor de 16-21 estrías o costillas radiales, longitud promedio de 50 mm. La longitud máxima entre 90 a 100 mm y un individuo de 60 mm de longitud, el peso total es de aproximadamente 70 g con el músculo aductor (La parte comestible) que pesa alrededor de 8 g.

## Distribución
Se distribuyen desde la costa este del Pacífico desde Santa Bárbara, EE. UU., a lo largo de la península de Baja California, incluyendo el Golfo de California, hasta Piura, Perú. Hay registros más al norte en Monterrey, California, que son probablemente de asentamientos durante los períodos de “El Niño” .

## Hábitat
En bahías y lagunas costeras, sobre fondos blandos arenosos y lodosos, con guijarros en conchales y en pastizales de Zostera marina, desde el infralitoral superior hasta 135 m.